# 小澤登高
小澤 登高（おざわ なるたか、1974年 - ）は、日本の数学者。京都大学数理解析研究所教授。専門は作用素環論・離散群論。東京大学大学院数理科学研究科准教授時代は、カリフォルニア大学ロサンゼルス校でも准教授を併任していた。

## 人物
神奈川県横浜市生まれ。栄光学園中学校・高等学校、東京大学理学部数学科卒業。大学院で作用素環論とバナッハ空間論の境界分野である作用素空間論を勉強していたが、指導教官の河東泰之と泉正己の手に負えなくなったので、テキサスA&M大学に送りこまれた形になった。河東は、書類上は東京大学大学院数理科学研究科で指導教官だったが何も教えてはおらず、逆に小澤に多くのことを教わったという。
1999年に東京大学大学院数理科学研究科修士課程を修了、その1年後には同研究科の博士課程を修了する。またさらに1年後には、テキサスA&M大学でPh.Dを取得している。学士取得後3年で博士課程を修了した。冬でもアロハシャツを着て講義をし、短パン、サンダルで過ごすというエピソードがある。
「フォン・ノイマン環を小さな環に分解できるか」という難問を、フォン・ノイマン環の構造をC*-環の方法で解析するとソリッドが出てくることから解決した。
2010年2月に結婚した。

## 学歴
- 1993年 - 栄光学園高等学校卒業
- 1993年 - 東京大学理科一類入学
- 1997年 - 東京大学理学部数学科卒業[11]
- 1999年 - 東京大学大学院数理科学研究科修士課程修了
- 1999年 - 日本学術振興会特別研究員 (DC1)
- 1999年9月-2000年6月 - パリ遊学
- 2000年 - 東京大学大学院数理科学研究科博士課程修了（指導教官は河東泰之）
- 2001年 - テキサスA&M大学博士課程修了（指導教官はWilliam B. Johnson[注釈 2]とGilles Pisier）、Ph.D取得[1]。
- 2002年4月-2004年3月 - 日本学術振興会海外特別研究員

## 職歴
- 2000年 - 東京大学大学院数理科学研究科助手
- 2004年 - 同科助教授[1]
- 2007年 - 同科准教授
- 2011年 - 京都大学数理解析研究所准教授[1]
- 2013年 - 同所教授[1]

## 受賞および講演歴
- 2000年 - Guseman Prize in Mathematics（テキサスA&M大学）[12]
- 2002年 - 日本数学会賞建部賢弘特別賞 「作用素空間論のC*環論への応用」
- 2005年 - スローン研究フェロー（英語版）[13][注釈 3]
- 2006年
  - 日本数学会解析学賞 「II1-型因子環の構造解析」
  - ICM招待講演（マドリード）[14]
- 2008年
  - 文部科学大臣表彰若手科学者賞 「作用素環と離散群の研究」
  - 作用素環賞委員会作用素環論賞 「離散群論に関連した II1 型 von Neumann 環の構造に関する業績には著しいものがあり作用素環論の発展に寄与するところ大であると高く評価」
- 2009年
  - 日本数学会春季賞 「離散群と作用素環の研究」[15]
  - 日本学術振興会日本学術振興会賞受賞 「離散群と作用素環の研究」[16]

## 著作

### 単著
- 「Local theory and local reflexivity for operator spaces = 作用素空間における局所理論と局所反射性」、東京大学数理科学研究科、2000年、doi:10.11501/3190509。 博士論文（数理科学）
- 「作用素空間論とその応用」『数学』第56巻第3号、一般社団法人 日本数学会、2004年7月、297-307頁、doi:10.11429/sugaku1947.56.297。
- Ozawa, Narutaka (2007). Sanz-Solé, Marta; Soria, Javier; Varona, Juan Luis; Verdera, Joan (編). “Amenable actions and applications”. Proceedings of the International Congress of Mathematicians | Madrid, August 22-30, 2006 (Zürich, Switzerland: European Mathematical Society Publishing House). doi:10.4171/022. 2006年国際数学者会議予稿集
- 「離散群と作用素環」『数学』第61巻第4号、一般社団法人 日本数学会、2009年10月、337-351頁、doi:10.11429/sugaku.0614337。
- 「フィールズ賞で語る現代数学 (第20回) 関数解析」『数理科学』第55巻第10号、サイエンス社、2017年10月、69-75頁。
- 「木田良才氏の業績 (2018年度日本数学会賞春季賞)」『数学』第70巻第4号、日本数学会、2018年、407-416頁。

### 共著
- Brown, Nathanial P. (Nathanial Patrick); 小沢登高 (2008). C*-algebras and finite-dimensional approximations. Graduate studies in mathematics. 88. American Mathematical Society.
- 河東泰之、小沢登高、泉正己、岸本晶孝、日合文雄、幸崎秀樹、植田好道、増田俊彦「作用素環と数理物理学の研究」、河東泰之、2008年。